# Spilogona marina
Spilogona marina este o specie de muște din genul Spilogona, familia Muscidae. A fost descrisă pentru prima dată de Collin în anul 1921. Conform Catalogue of Life specia Spilogona marina nu are subspecii cunoscute.